# DB-Baureihe 151
Die Baureihe 151 ist eine zwischen 1972 und 1978 an die Deutsche Bundesbahn ausgelieferte Serie von Elektrolokomotiven für den schweren Güterzugdienst. Sie wurde auf Grundlage der Erfahrungen mit dem Einheitslokomotivbauprogramm entwickelt. Im Fahrzeugeinstellungsregister wurde den Fahrzeugen die Baureihe 6151 zugewiesen.

## Geschichte

### Planung und Bau

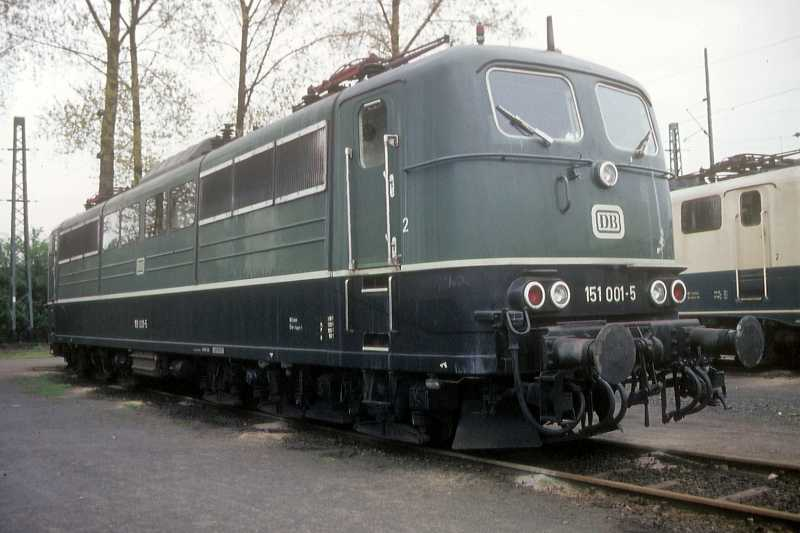
151 001 in Gremberg (1984)

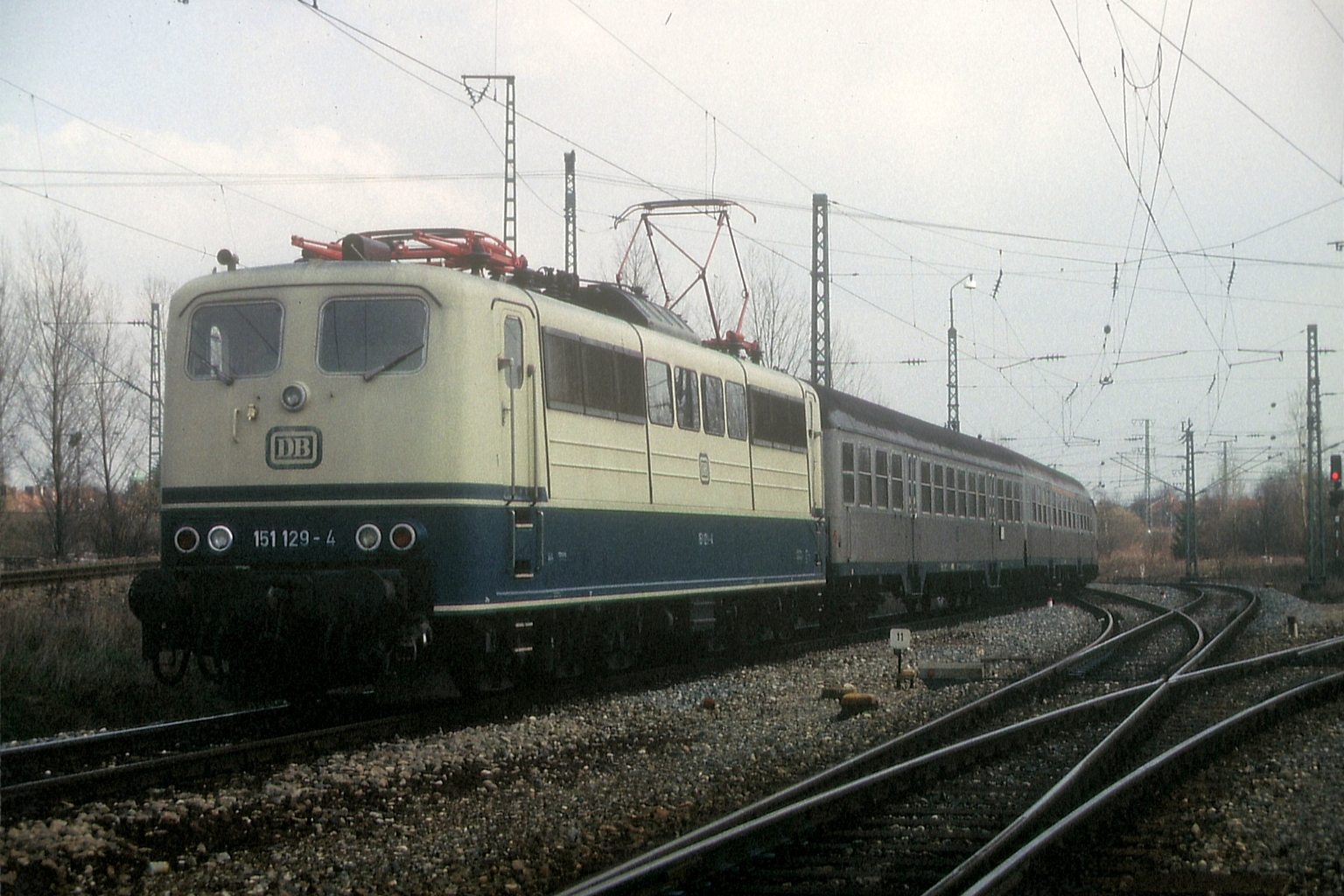
151 129-4 vor Silberling-Nahverkehrszug

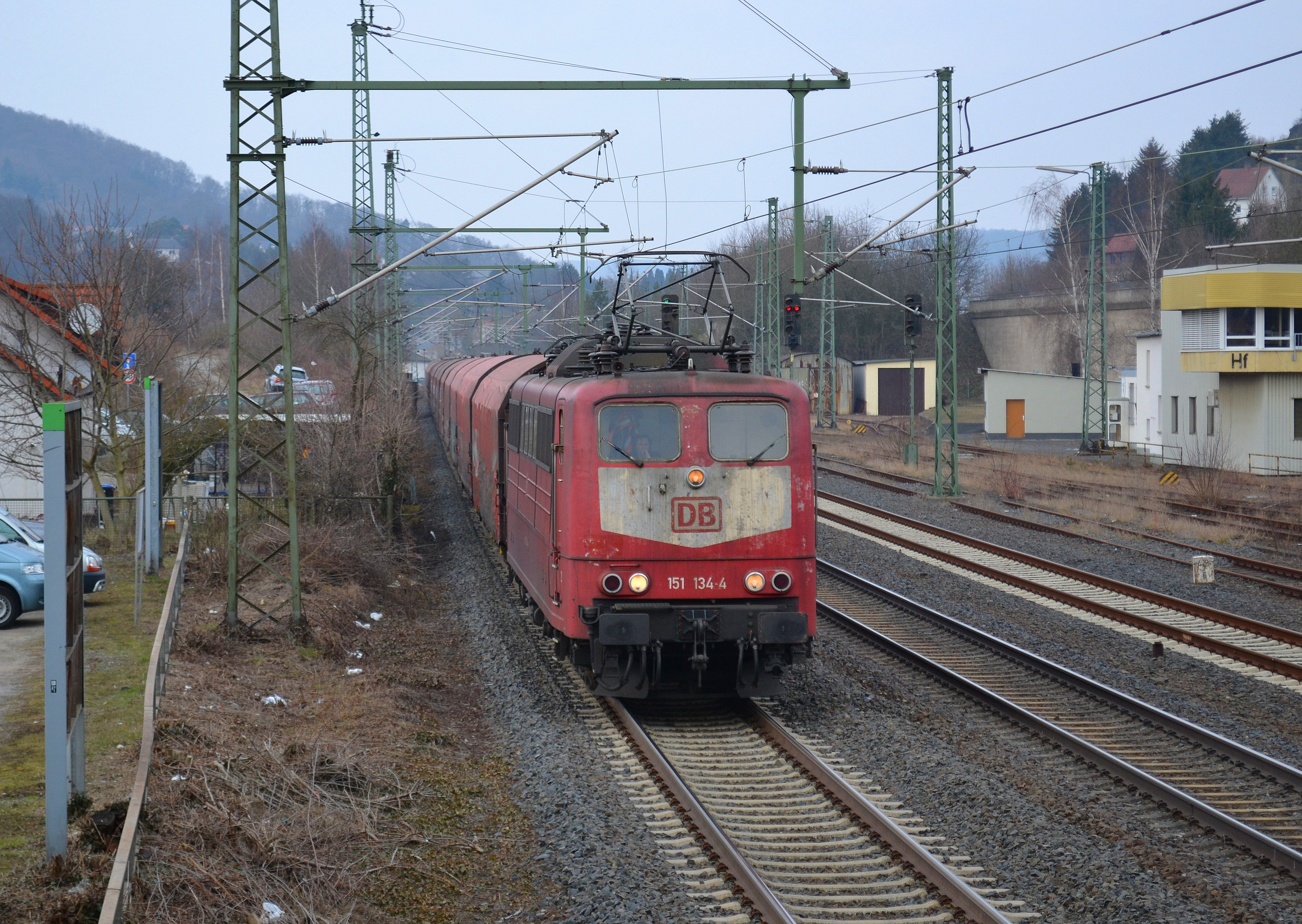
Die orientrote 151 134 mit einem Ganzzug bei Herborn (April 2013)

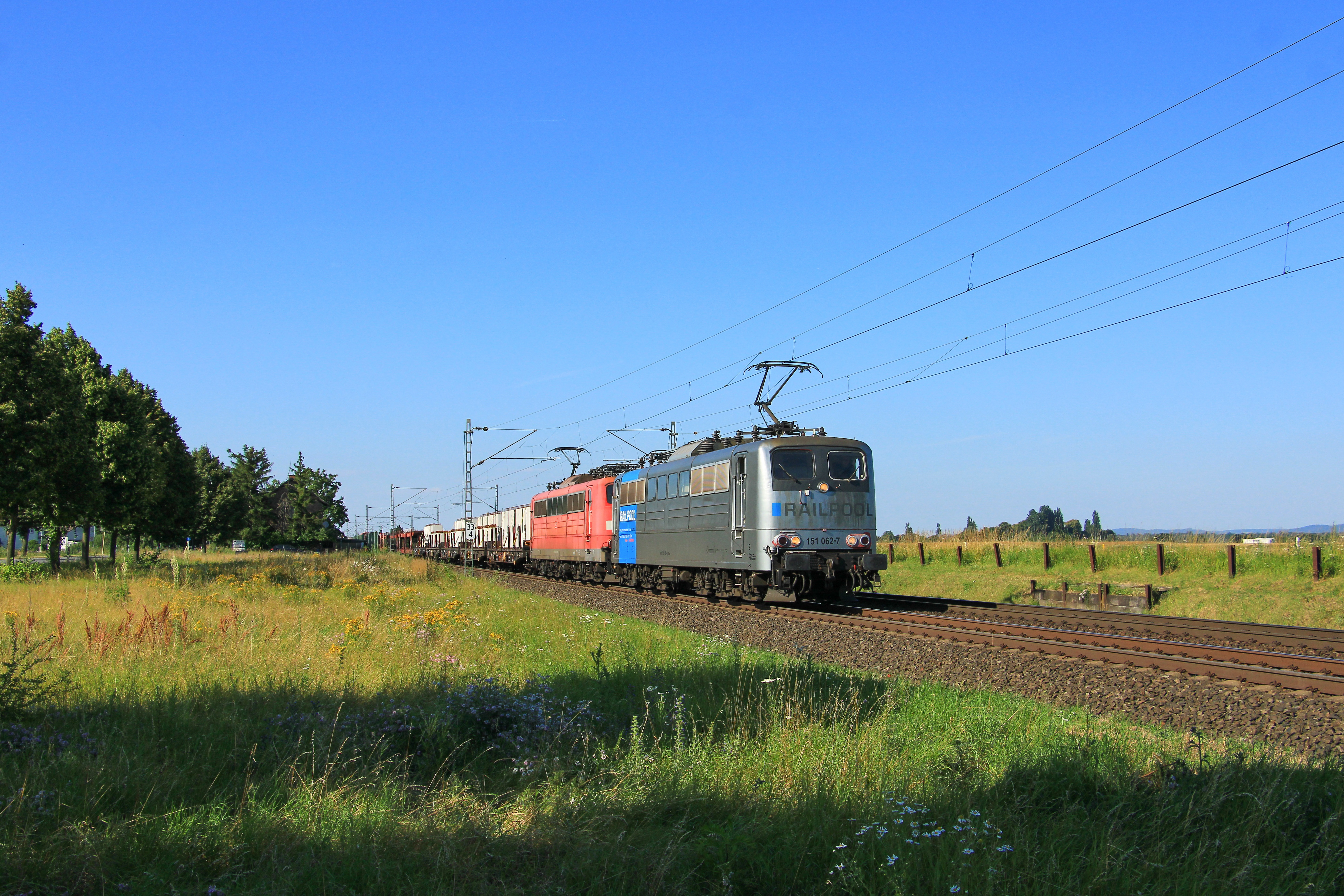
BR 151Railpool/DB Abschiedsfahrt

Die Baureihe 151 ist die Nachfolgebaureihe der bis 1973 gebauten Einheitslokomotiven der Baureihe 150. Erste Überlegungen zur Entwicklung der neuen Baureihe wurden im Jahr 1969 angestellt, als die Deutsche Bundesbahn dringend darauf angewiesen war, ihre Wettbewerbsposition gegenüber dem Straßengüterverkehr zu verbessern. Aufgrund des wirtschaftlichen Aufschwungs waren ständig steigende Transportanforderungen zu bewältigen.
Um diese Ziele zu erreichen, wurde ein neues betriebliches Leistungsprogramm für den Güterzugdienst beschlossen, das die Beförderung von Schnellgüterzügen von 1000 t mit 120 km/h, Eilgüterzügen von 1200 t mit 100 km/h und Durchgangsgüterzügen von 2000 t mit 80 km/h auf Steigungen bis 5 ‰ vorsah. Weder die maximale Zugkraft noch die Höchstgeschwindigkeit der Baureihe 150 reichten hierfür aus. Zudem war seit ihrer Inbetriebnahme durch den Betriebsdienst bemängelt worden, dass die Zugkraft der Lokomotiven oberhalb von 80 km/h stark nachließ und bei hohen Lasten in diesem Geschwindigkeitsbereich häufig Fahrmotorschäden auftraten. Es wurde daher der Bau einer neuen Lokomotive für den schweren Güterverkehr gefordert. Mit der Entwicklung des elektrischen Teils beauftragte das BZA München die Firma AEG, mit dem Fahrzeugteil die Maschinenfabrik Krupp.
Weil die neuen Lokomotiven so schnell wie möglich zur Verfügung stehen sollten, konnte sie nicht völlig neu entwickelt werden, um alle Fortschritte der Technik hinsichtlich Lauftechnik und elektrischer Ausrüstung zu verwirklichen. Es wurde daher zunächst die Möglichkeit untersucht, die Baureihe 150 durch eine geänderte Getriebeübersetzung auf 120 km/h zu bringen und deren Fahrmotor EKB 760 in seiner thermischen Belastbarkeit durch eine Wicklungsisolierung der Klasse F statt B deutlich zu steigern. Diese Überlegungen wurden jedoch fallen gelassen, nachdem sich herausstellte, dass eine solchermaßen aufgewertete Baureihe 150 nur die Eilgüterzüge von 1200 t mit 100 km/h hätte befördern können.
Der Blick der Ingenieure von AEG und des BZA München fiel auf den ursprünglich von den Siemens-Schuckert-Werken entwickelten Fahrmotor WBM 372-22 der Baureihen 110, 139 und 140. Dieser Fahrmotor war deutlich leistungsfähiger, mit bereits über 4800 Stück in den genannten Baureihen im Einsatz und hatte sich außerordentlich gut bewährt. Es zeigte sich, dass eine mit diesem Fahrmotor ausgerüstete sechsachsige Lokomotive in der Lage wäre, das neue Betriebsprogramm voll zu erfüllen, wenn der Fahrmotor nicht wie bisher mit Materialien der Klasse B, sondern der Klasse F isoliert würde.
Da aber mit diesem Fahrmotor die Drehgestelle der Baureihe 150 nicht mehr verwendet werden konnten und infolge des leistungsfähigeren und schwereren neuen Transformators ein neuer Aufbau notwendig wurde, waren die Ingenieure in der Gestaltung dieser Teile frei und nahmen Anleihen bei der Baureihe 103, so bei der Verwendung eines Brückenrahmens und dem Aufbau des Maschinenraumes mit abnehmbaren Hauben. Im Übrigen wurden so weit wie möglich bewährte und bereits in großer Zahl vorhandene Komponenten aus den Baureihen 110/140 verwendet.

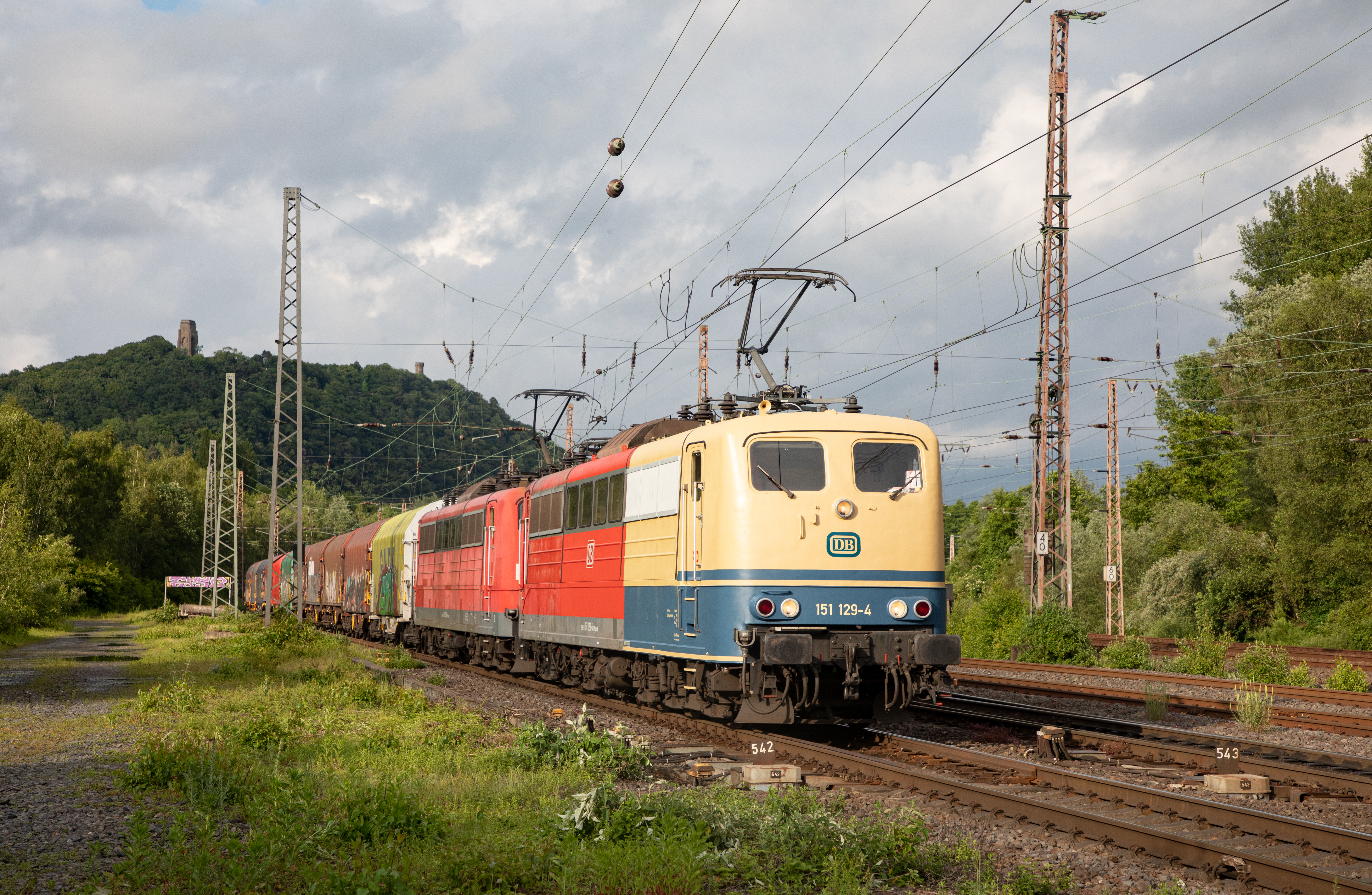
Abschiedslokomotive 151 129 DB Cargo/Railpool

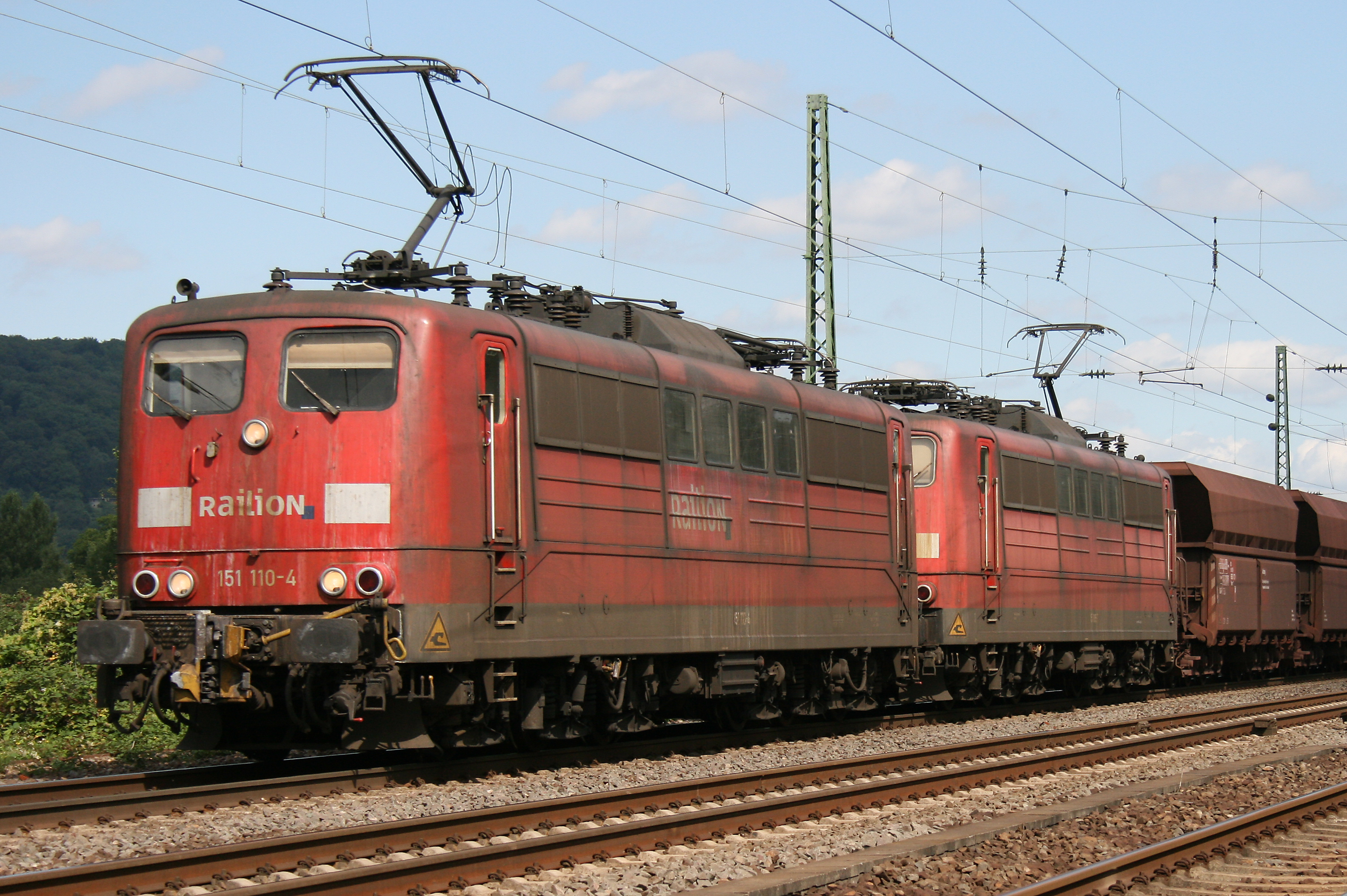
Doppeltraktion der Baureihe 151 vor einem Erzzug

Am 21. November 1972 wurde als erste Lokomotive die 151 001 von AEG und Krupp ausgeliefert, es folgten elf weitere Vorserienlokomotiven, die ausgiebig erprobt wurden, bevor die Serienlieferung begann. Wie bereits bei den Einheitselektrolokomotiven wurden neben den Entwicklerfirmen AEG und Krupp die Firmen BBC und Siemens am Bau des elektrischen Teils und die Firmen Henschel und Krauss-Maffei am Bau des Fahrzeugteils der Serienlokomotiven beteiligt. Insgesamt wurden 170 Lokomotiven beschafft, die zunächst in Hagen und Nürnberg beheimatet waren.
Die ursprüngliche Lackierung der 151 war bis zur 151 075 das für Elektrolokomotiven bis 120 km/h Höchstgeschwindigkeit übliche Chromoxidgrün mit schwarzem Rahmen. Die 151 073 sowie die Maschinen ab 151 076 wurden im zu dieser Zeit eingeführten neuen Farbschema Ozeanblau/Elfenbein abgeliefert. Eine Umlackierung der älteren Exemplare in Ozeanblau/Elfenbein ist mit Ausnahme der 151 044 im Gegensatz zu vielen anderen Baureihen nie erfolgt, vielmehr blieben chromoxidgrüne Lokomotiven nicht selten bis Anfang der 1990er Jahre im Bestand und wurden dann in die Farben Orientrot oder gar direkt in Verkehrsrot umlackiert. Das letzte Exemplar in grüner Farbgebung war 151 049, eine designierte Museumslokomotive der DB, die mit Einholmstromabnehmern nachgerüstet wurde und Anfang 2008 ebenfalls in verkehrsrot lackiert wurde.

### Einsatz

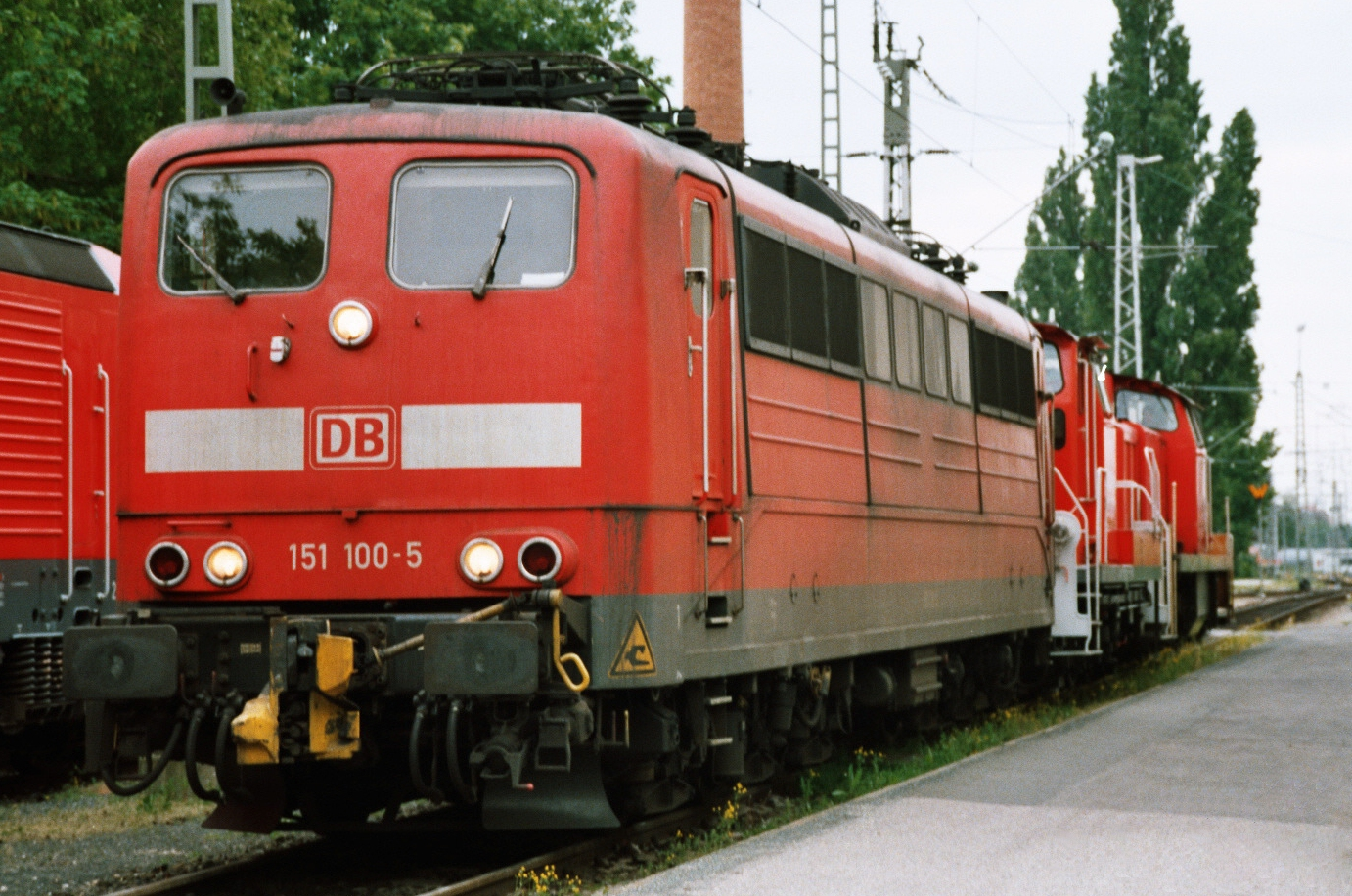
151 100-5 in Nürnberg

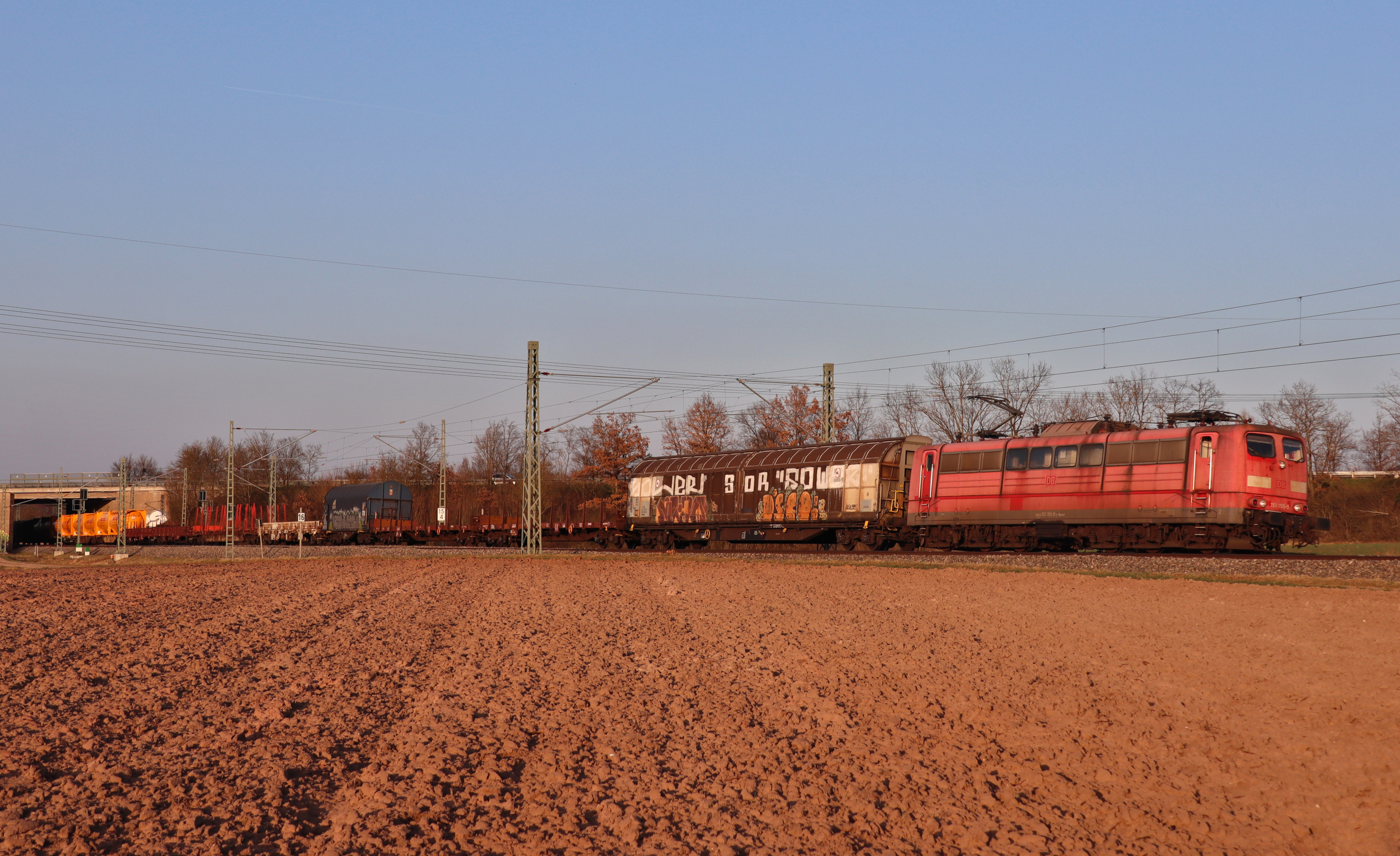
151 155-9 der Railpool GmbH im Auftrag der DB Cargo AG

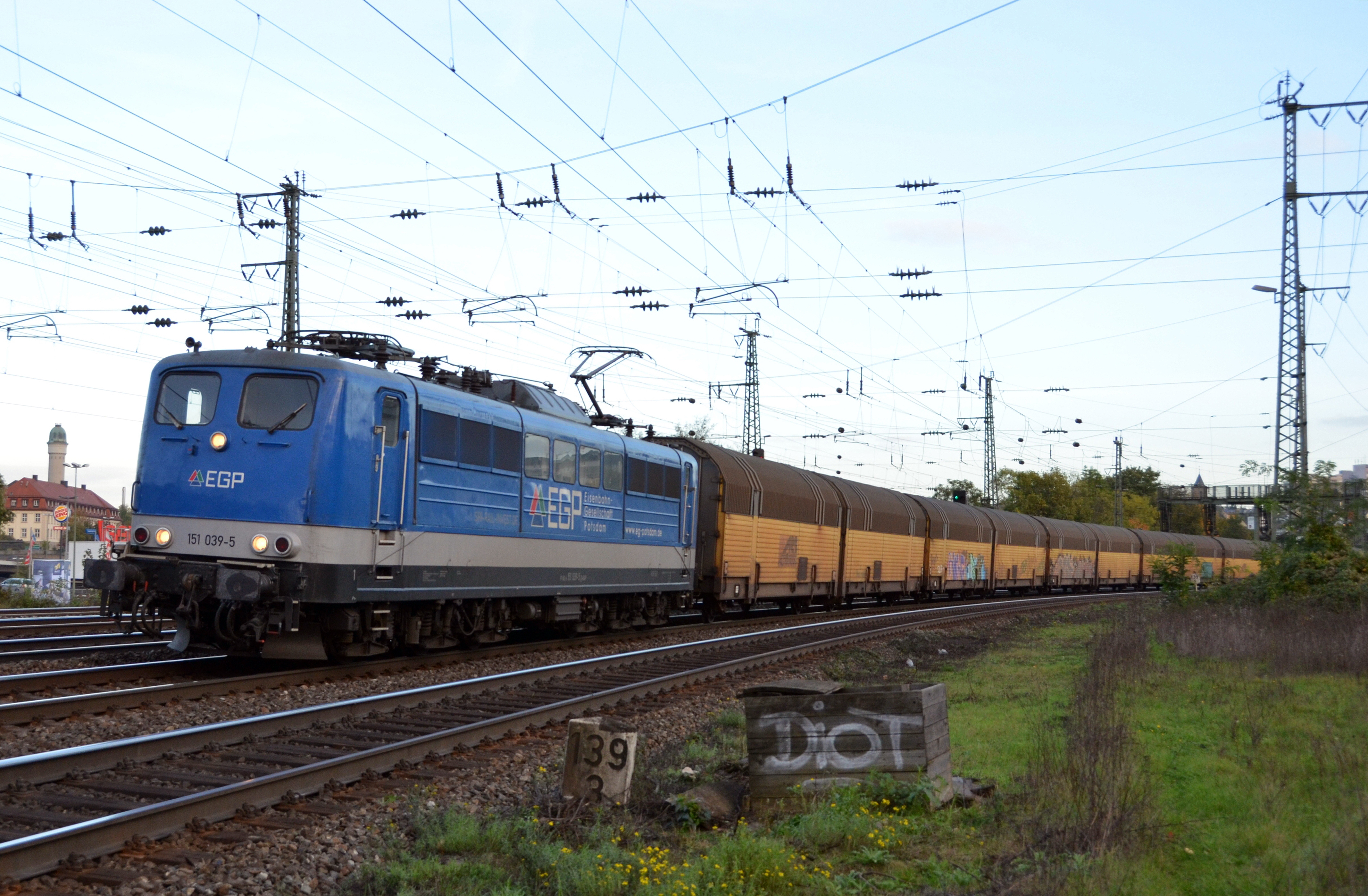
151 039-5 der Eisenbahngesellschaft Potsdam

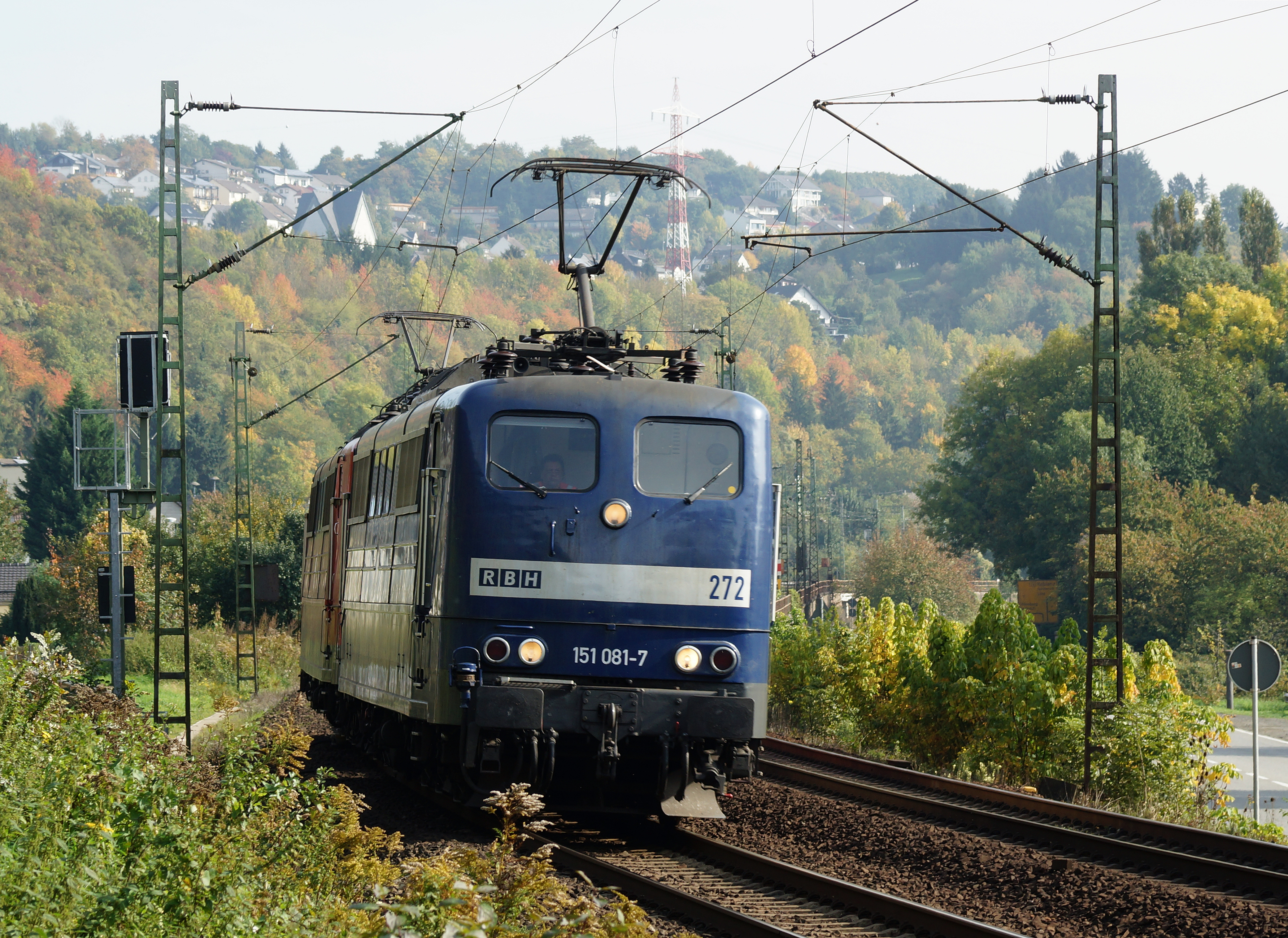
151 081-7 (RBH 272)

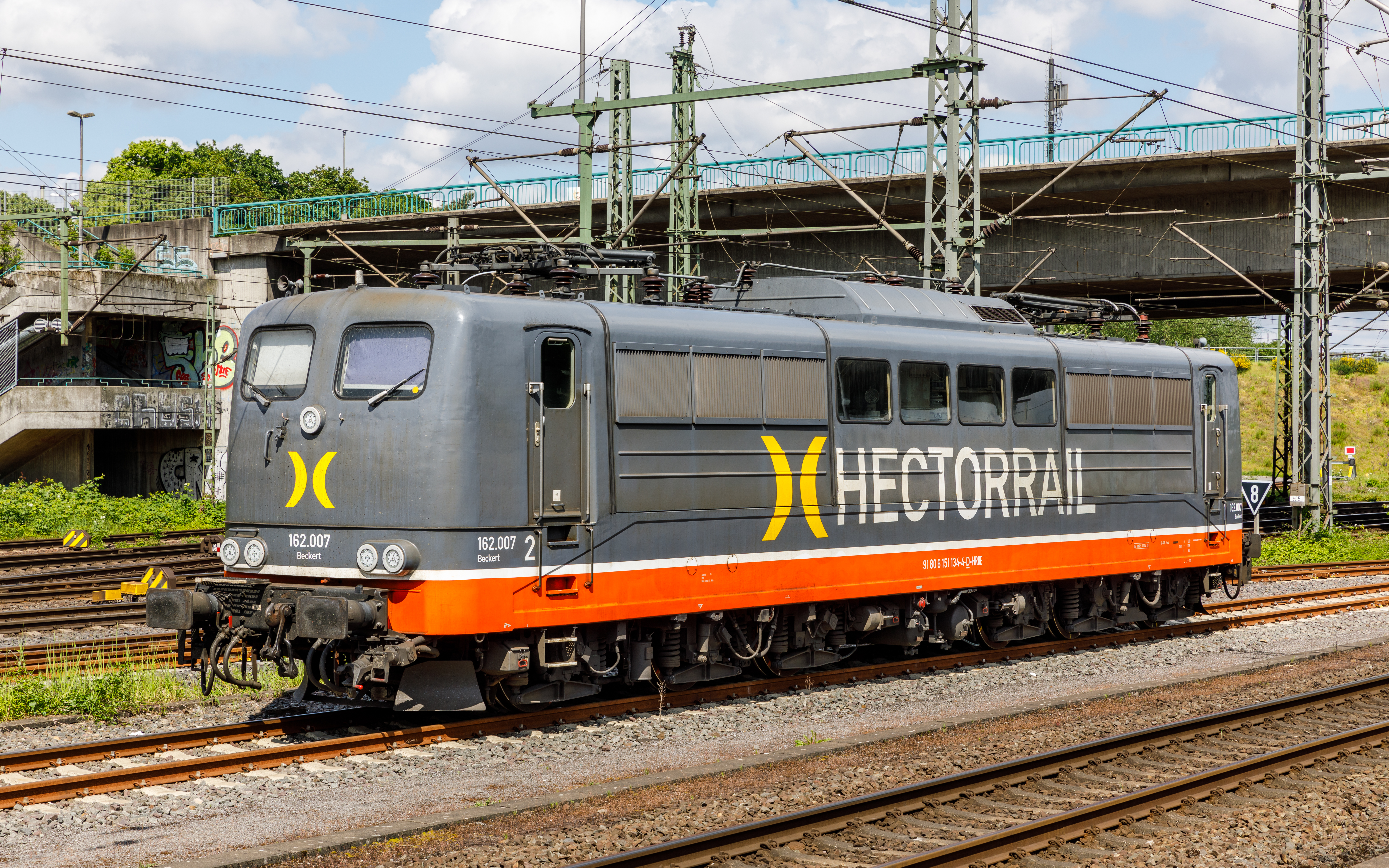
Hectorrail 162.007 Beckert

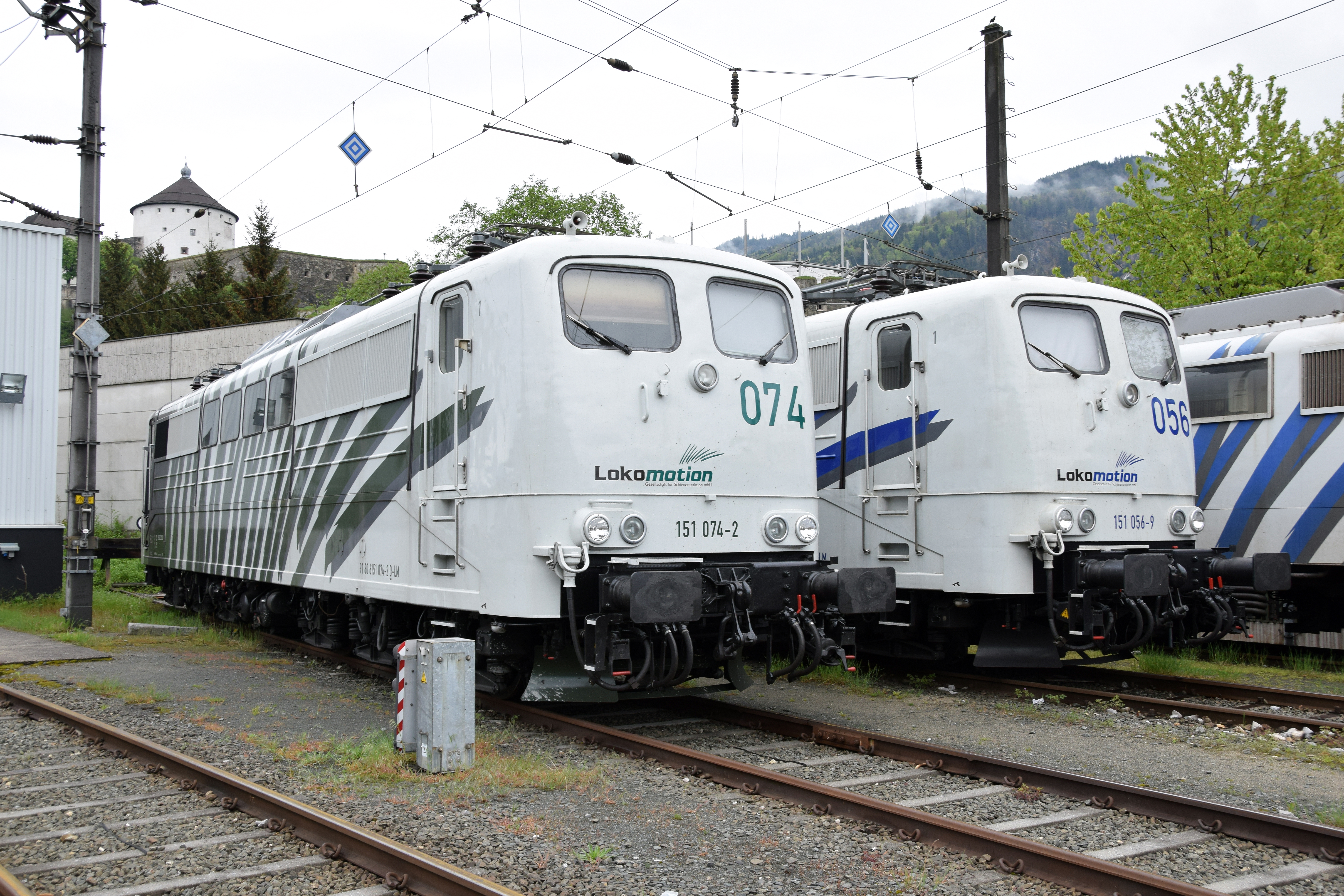
Lokomotion 151 074-2 & 151 056-9

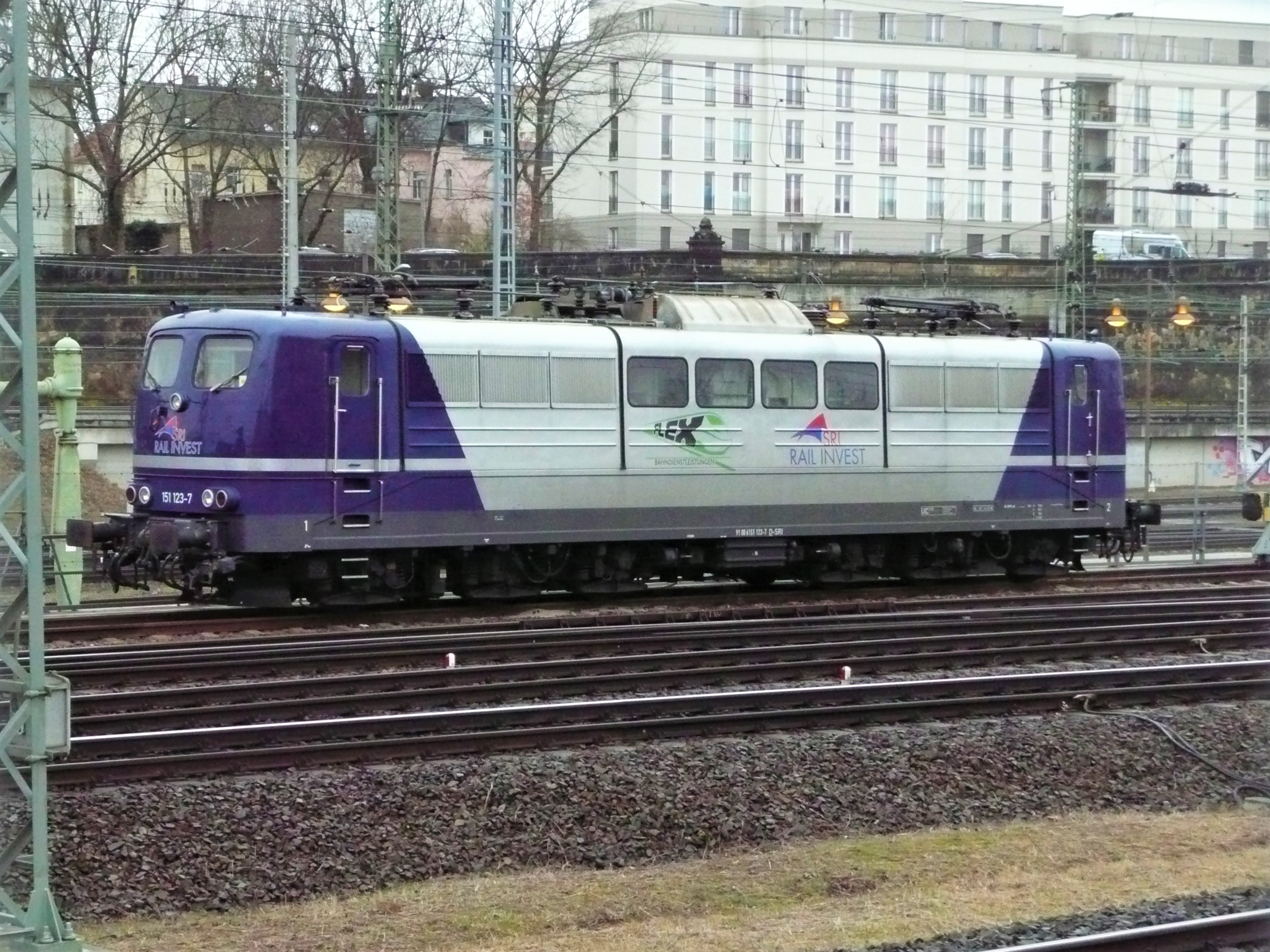
151 123 von SRI Rail Invest abgestellt in Dresden Hauptbahnhof

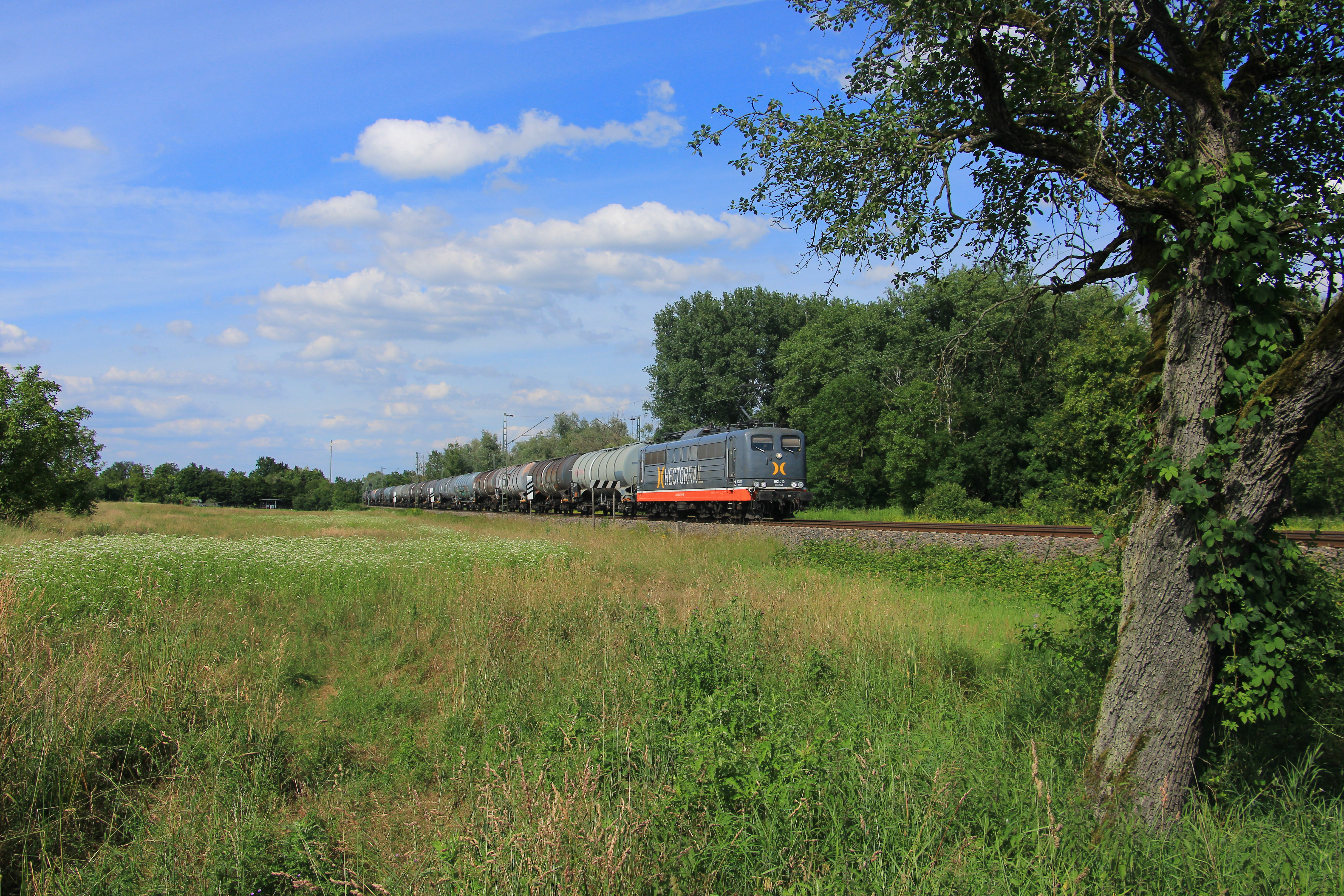
Hectorrail 151 063 "162 010" mit einem Kesselzug von Großkorbetha nach Basel unweit von Untergrombach

Prinzipiell sind die Lokomotiven der Baureihe 151 auch für den Reisezugdienst geeignet, sie wurden früher planmäßig auf den Rampen der Bahnstrecke Hochstadt-Marktzeuln–Probstzella oder bei Mangel an Personenzuglokomotiven z. B. rund um Stuttgart oder auf der Ruhr-Sieg-Strecke eingesetzt. Stand 2022 war dies auf Grund der fehlenden (mittlerweile zur Pflicht gewordenen) Türblockierung TB0 nicht mehr möglich.
Zwanzig Lokomotiven wurden ab 1976 mit der automatischen Mittelpufferkupplung Bauart Unicupler (AK69e) ausgerüstet zur Beförderung schwerer Erzzüge in Doppeltraktion von den Nordseehäfen zu den Stahlwerken Peine-Salzgitter und ins Saarland. Diese Umrüstung wurde notwendig, da die Gesamtzugmasse der Erzzüge mit 4000 Tonnen und zeitweise 6000 Tonnen zu groß für die normalerweise verwendeten Schraubenkupplungen wurde.
1994 gingen die Maschinen der Baureihe 151 in den Bestand der Deutschen Bahn über und wurden den Geschäftsbereichen zugeordnet. Später waren die Maschinen bei der DB Cargo Deutschland angesiedelt, die sie bei deutschlandweiten Einsatz buchmäßig Nürnberg zuordnete. Die Maschinen sind auch auf dem Netz der Österreichischen Bundesbahnen zugelassen und wurden im grenzüberschreitenden Güterzugverkehr eingesetzt. Die Laufleistungen betrugen bis zu 1750 Kilometer täglich, im Schnitt waren es 800 Kilometer bis 900 Kilometer. Durch Verdrängung durch modernere Lokomotiven sinkt diese Leistung. Seit 2003 wurden die 151 als Schiebelokomotiven auf deutschen Steilstrecken eingesetzt.
Bei Revisionsablauf oder größeren Schäden wurden die Maschinen der Baureihe 151 abgestellt und verschrottet. Der Einsatz der Baureihe 151 bei der DB Cargo Deutschland und der Vermietgesellschaft Railpool endete am 26. Juni 2024. Die verbliebenen Fahrzeuge wurden zum Teil ins Stillstandsmanagement nach Leipzig-Engelsdorf überführt.

### Verbleib

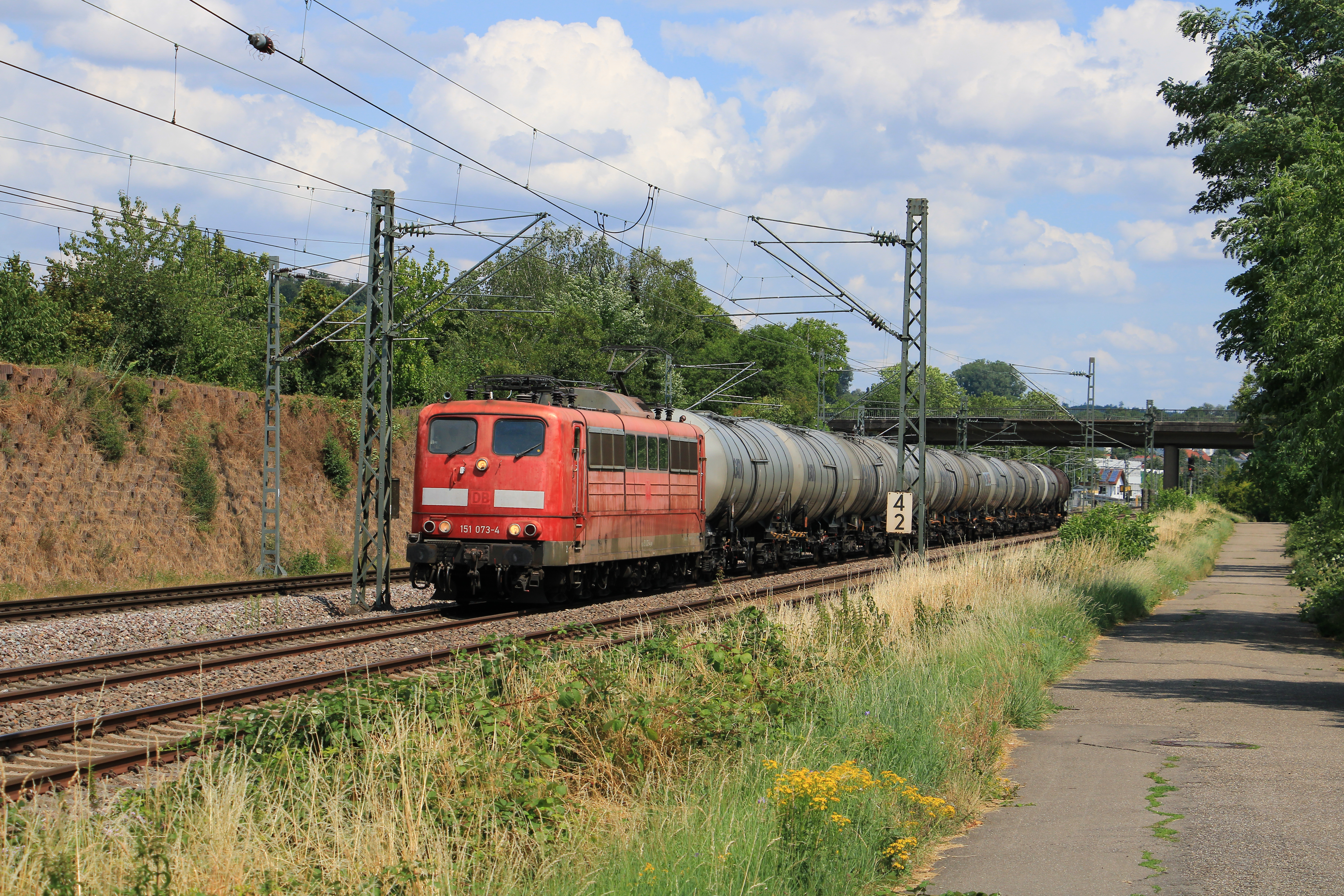
BayernBahn 151 073 mit einem Kesselzug in Grötzingen, bei Karlsruhe.

Mit DB Schenker Rail (inzwischen DB Cargo) wurde im Januar 2016 von Hector Rail ein Vertrag über den Kauf von 15 Lokomotiven der Baureihe 151 geschlossen. Zehn Lokomotiven, die ehemaligen 151 013, 070, 027, 057, 133,066, 134, 003, 128 und 063 setzt Hector Rail im Plandienst als 162.001–010 ein. Die anderen fünf waren zur Ersatzteilversorgung bestimmt. 2017 verkaufte die Deutsche Bahn insgesamt 100 Loks der Baureihe an ein Konsortium aus Railpool und Toshiba.
Die 151 121 wurde von AK-Kupplungen auf Schraubenkupplungen zurückgebaut und steht nicht-betriebsfähig im DB Museum Koblenz. 151 129-4 wurde im Mai 2024 durch ehrenamtliche Mitarbeiter in ihre Ursprungslackierung aus dem Jahr 1976 zurückversetzt. Bei der Lackierung wurden 3 Epochen abgebildet, die von der Deutschen Bundesbahn, Deutschen Bahn und Railpool. 151 124 und 151 170 wurden 2013 an SRI Rail Invest verkauft. Im Dezember 2021 wurden die letzten 151 im schweren Erzverkehr Nordenham–Salzgitter durch Lokomotiven der Baureihe 189 abgelöst.
Im Juni 2024 wurden von der DB die letzten angemieteten 151 zum Stillstandsmanagement überführt. Unter den überführten Lokomotiven befand sich auch die Abschiedslok 151 129-4. Diese gelangte Mitte September 2024 durch die Schlünß Eisenbahn Logistik (SEL) wieder in den aktiven Dienst zurück, ihre besondere Lackierung soll die Lok bis auf weiteres behalten.

### Private Bahnen

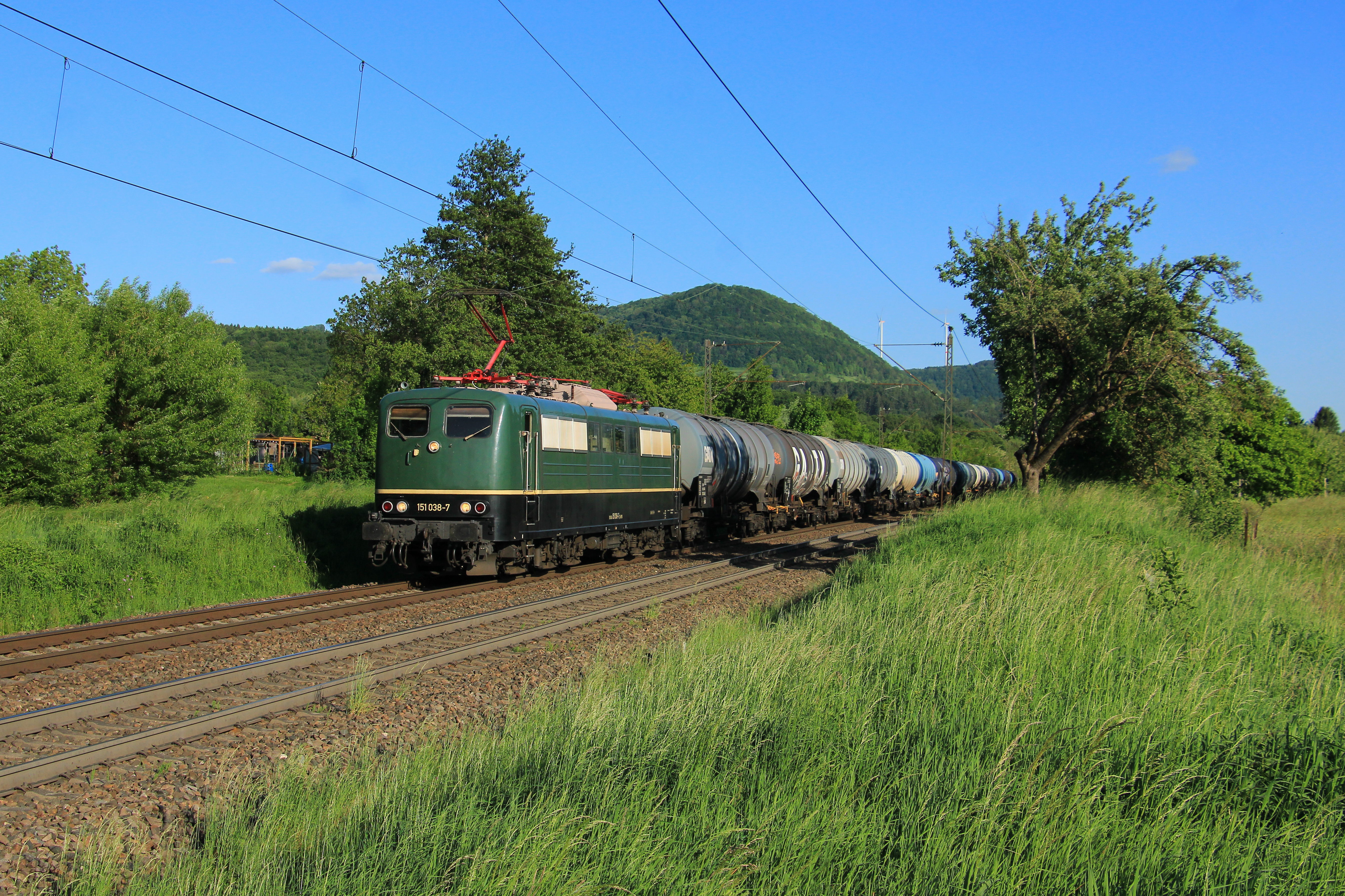
151 038 der BayernBahn im klassischen Chromoxidgrün vor einem Kesselzug auf der Filstalbahn.

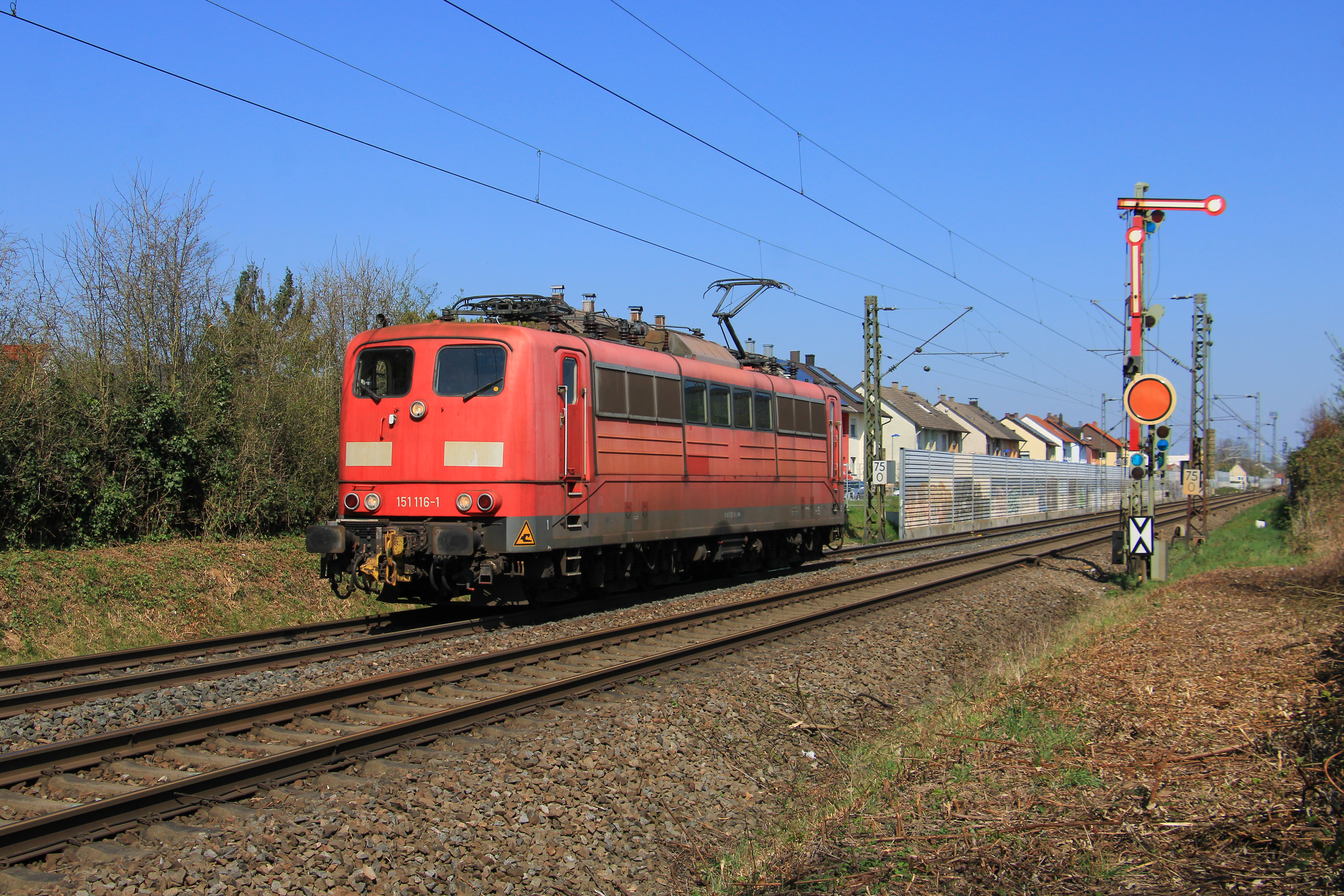
KonRail 151 116 als Triebfahrzeugfahrt in Durmersheim

Seit dem Ende des Verkaufsverbotes wurden zahlreiche Exemplare an private Betreiber verkauft:
| Fahrzeugnummer (91 80 6xxx xxx-x) | Betreiber    | Bemerkung |
| --------------------------------- | ------------ | --- |
| 151 001-5                         | BYB          | Auslieferungszustand (Chromoxidgrün, Scherenstromabnehmer (DBS54), Rundpuffer, Frontstangen), betriebsfähig                                          |
| 151 002-3                         | BYB          | verkehrsrot, in Revision |
| 151 003-1                         | HCTOR        | bezeichnet als 162.008 „Damiel“, betriebsfähig |
| 151 004-9                         | RBH          | bezeichnet als RBH 268, abgestellt SSM Chemnitz, nicht betriebsfähig                                                                                 |
| 151 007-2                         | EGP          | Lackierung der Eisenbahngesellschaft Potsdam mbH (EGP)                                                                                               |
| 151 013-0                         | HCTOR        | bezeichnet als 162.001 „Mabuse“, am 21.01.2025 bei Bender Recycling in Leverkusen-Opladen zerlegt                                                    |
| 151 014-8                         | RBH          | bezeichnet als RBH 269, abgestellt SSM Chemnitz, nicht betriebsfähig                                                                                 |
| 151 015-5                         | BayernBahn   | verkehrsrot, abgestellt (Ersatzteilspender) |
| 151 016-3                         | BYB          | Chromoxidgrün, betriebsfähig |
| 151 017-1                         | SRI          | Am 1. Juli 2024 zur Firma Bender Recycling nach Leverkusen-Opladen zur Verschrottung überstellt und am 19. August 2024 zerlegt.                      |
| 151 018-9                         | Lokomotion   | abgestellt in Freiham |
| 151 020-5                         | TFT          | ozeanblau-beige, betriebsfähig |
| 151 022-1                         | Saar Rail    | verkehrsrot, betriebsfähig |
| 151 024-7                         | RBH          | bezeichnet als RBH 265, abgestellt SSM Chemnitz, nicht betriebsfähig                                                                                 |
| 151 025-4                         | EGP          | Im September 2016 von der RBH an die EGP verkauft, EGP-Lackierung, betriebsfähig                                                                     |
| 151 026-2                         | KonRail      | verkehrsrot, abgestellt |
| 151 027-0                         | HCTOR        | bezeichnet als 162.003 „Metropolis“, am 21.01.2025 bei Bender Recycling in Leverkusen-Opladen zerlegt                                                |
| 151 029-6                         | SRI          | betriebsfähig |
| 151 031-4                         | KonRail      | verkehrsrot, betriebsfähig |
| 151 032-0                         | BayernBahn   | verkehrsrot, abgestellt |
| 151 033-8                         | SRI          | betriebsfähig |
| 151 035-3                         | Altmark Rail | verkehrsrot, abgestellt |
| 151 038-7                         | BYB          | Chromoxidgrün, betriebsfähig |
| 151 039-5                         | SRI          | betriebsfähig |
| 151 046-0                         | Altmark Rail | verkehrsrot, abgestellt |
| 151 048-6                         | Altmark Rail | verkehrsrot, abgestellt |
| 151 056-9                         | Lokomotion   | abgestellt in Kufstein |
| 151 057-7                         | HCTOR        | bezeichnet als 162.004 „Fitzcarraldo“, betriebsfähig                                                                                                 |
| 151 058-5                         | Altmark Rail | verkehrsrot, abgestellt |
| 151 060-1                         | Lokomotion   | abgestellt in Freiham |
| 151 062                           | Altmark Rail | ,,Schwarzes Schaf´´, betriebsfähig |
| 151 063-5                         | HCTOR        | bezeichnet als 162.010 „Biberkopf“, betriebsfähig |
| 151 066-8                         | HCTOR        | bezeichnet als 162.006 „Hauser“, betriebsfähig; am 12. Dezember 2024 in Burg bei Magdeburg durch einen Brand beschädigt                              |
| 151 069-2                         | BayernBahn   | verkehrsrot, abgestellt (Ersatzteilspender) |
| 151 070-0                         | HCTOR        | bezeichnet als 162.002 „Lang“, betriebsfähig |
| 151 071-8                         | RPRS/HSL     | verkehrsrot, nicht betriebsfähig |
| 151 073-7                         | BYB          | ozeanblau-beige, betriebsfähig |
| 151 074-2                         | Lokomotion   | abgestellt in Freiham |
| 151 075-9                         | SRI          | betriebsfähig |
| 151 078-3                         | EGP          | Lackierung der Eisenbahngesellschaft Potsdam mbH (EGP)                                                                                               |
| 151 079-1                         | RPRS         | betriebsfähig |
| 151 081-7                         | TrainLog     | betriebsfähig |
| 151 084-1                         | TrainLog     | betriebsfähig |
| 151 085-8                         | EGP          | EGP-Lackierung |
| 151 103-9                         | BayernBahn   | verkehrsrot, abgestellt |
| 151 106-2                         | BayernBahn   | verkehrsrot, abgestellt |
| 151 112-0                         | KonRail      | verkehrsrot, betriebsfähig |
| 151 113-8                         | BayernBahn   | verkehrsrot, abgestellt |
| 151 116-1                         | KonRail      | verkehrsrot, betriebsfähig, AK-Kupplung |
| 151 118-7                         | EGP          | EGP-Lackierung |
| 151 119-5                         | BayernBahn   | Chromoxidgrün, abgestellt (Zeitweise Ersatzteilspender)                                                                                              |
| 151 123-7                         | SRI          | betriebsfähig |
| 151 124-5                         | SRI          | Eigentümer ist SRI, seit November 2013 an Eisenbahnen und Verkehrsbetriebe Elbe-Weser GmbH vermietet. seit Spätherbst 2014 bei Lokomotion im Einsatz |
| 151 127-8                         | SVG          | abgestellt Horb am Neckar, Ozeanblau-Beige, nicht betriebsfähig                                                                                      |
| 151 128-6                         | HCTOR        | bezeichnet als 162.009 „Fassbinder“, betriebsfähig                                                                                                   |
| 151 129-4                         | KonRail      | Abschiedslokomotive „Baureihe 151“ in Teilen lackiert in Ozeanblau/Elfenbein wie im Jahr 1976.                                                       |
| 151 131-0                         | EGP          | Lackierung der Eisenbahngesellschaft Potsdam mbH (EGP)                                                                                               |
| 151 133-6                         | HCTOR        | bezeichnet als 162.005 „Herzog“, betriebsfähig |
| 151 134-4                         | HCTOR        | bezeichnet als 162.007 „Beckert“, LED-Lampen, betriebsfähig                                                                                          |
| 151 138-5                         | RPRS         | ozeanblau-beige, betriebsfähig |
| 151 139-3                         | EGP          | Lackierung der Eisenbahngesellschaft Potsdam mbH (EGP)                                                                                               |
| 151 143-5                         | TrainLog     | RBH Lack, auf NRail zum Verkauf angeboten, abgestellt                                                                                                |
| 151 144-3                         | RBH          | bezeichnet als RBH 267, abgestellt SSM Chemnitz, nicht betriebsfähig                                                                                 |
| 151 145-0                         | BayernBahn   | HSL-Desing, abgestellt (Ersatzteilspender) |
| 151 151-8                         | RBH          | bezeichnet als RBH 276, abgestellt SSM Chemnitz, nicht betriebsfähig                                                                                 |
| 151 152-6                         | RBH          | bezeichnet als RBH 262, abgestellt SSM Chemnitz, nicht betriebsfähig                                                                                 |
| 151 161-7                         | Saar Rail    | Einsatz vor Roheisenzügen zwischen Dillingen (Saar) und Völklingen                                                                                   |
| 151 165-8                         | Saar Rail    | Einsatz vor Roheisenzügen zwischen Dillingen (Saar) und Völklingen                                                                                   |
| 151 170-8                         | SRI          | betriebsfähig |

## Konstruktion

### Mechanischer Teil

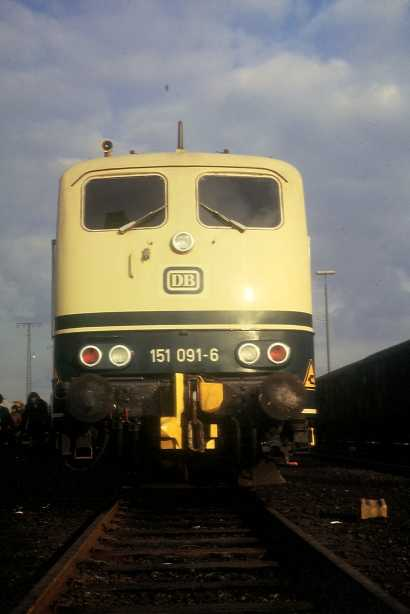
151 091-6 mit automatischer Kupplung

Die dreiachsigen Drehgestelle in Stahlleichtbauweise übertragen die Zug- und Bremskräfte durch drehzapfenähnliche Konsolen auf den Brückenrahmen. Durch die Anwendung von Lemniskatenlenkern zur Zug- und Bremskraftübertragung vom Drehgestell auf die Konsolen sind die Drehgestelle in Querrichtung weitgehend frei beweglich. Der Brückenrahmen stützt sich über acht Flexicoil-Federn je Drehgestell, die auch die Querführung und -federung übernehmen, auf den Drehgestellrahmen ab. Hydraulische Dämpfer zwischen Brückenrahmen und Drehgestellrahmen sorgen für die erforderliche Schwingungsdämpfung vertikal und quer.
Nach dem Vorbild der Drehgestelle der Baureihe 103 werden die Radsätze durch Lemniskatenlenker geführt und die Drehgestellrahmen auf die Radsatzlager über Schraubenfedern mit untenliegenden Ausgleichshebeln und mit hydraulischen Schwingungsdämpfern nur an den Außenradsätzen abgestützt. Der mittlere Radsatz im Drehgestell hat einen geschwächten Spurkranz. Zudem wurde er nachträglich auf eine Seitenverschiebbarkeit von ± 10 Millimetern umgebaut, nachdem Messungen ergeben hatten, dass die Lokomotiven zu hohe Querkräfte auf das Gleis ausübten. Zuvor war durch Versuchsfahrten die Möglichkeit des Anschlagens von Antriebsteilen, insbesondere der Getriebeschutzkästen, am Radsatz ausgeschlossen worden.
Der Aufbau orientiert sich prinzipiell an der Baureihe 103: Tragendes Element ist allein der Brückenrahmen, auf den die beiden als Ganzes tauschbaren Führerhäuser und drei abnehmbare Mittelhauben aufgesetzt sind. Insgesamt war die elektrische Ausrüstung der Baureihe 151 am Ende fünf Tonnen schwerer als die der Baureihe 150, dieser „Überhang“ musste durch entsprechenden Leichtbau im Fahrzeugteil wieder ausgeglichen werden. Die Verwiegung des ersten Vorserien-Exemplares ergab dann eine Masse von 118 t, womit das Klassenziel von 124 t sogar ohne Verwendung von Aluminium-Leichtbauteilen erreicht werden konnte. An den Rahmenenden wurden Verschleißpufferbohlen montiert, die zunächst runde Puffer hatten. 1996/1997 wurden sie gegen eckige UIC-Puffer ausgetauscht.
Die Kühlluft für die Fahrmotoren wird über sechs Axiallüfter aus dem Maschinenraum angesaugt, wobei die Luft von außen in den Maschinenraum durch Doppeldüsengitter der Bauart Klatte, die in den Seitenwänden der vorderen und hinteren Maschinenraumhaube angebracht sind, nachströmt. Die Kühlluft für den Transformatorölkühler wird durch den ebenfalls als Axiallüfter ausgeführten Ölkühlerlüfter über Gitter im kleinen Dachaufsatz auf der mittleren Maschinenraumhaube angesaugt und nach Passieren des Ölkühlers nach unten zwischen den Drehgestellen ausgeblasen. Die beiden Bremswiderstandslüfter saugen ihre Kühlluft im Bereich der Drehgestelle an und blasen sie über Gitter in den Dachflächen der beiden äußeren Hauben nach oben aus.
Da die Kühlluftführung der Muster-Baureihe 103 zu starker Verschmutzung des Maschinenraums mit Staub führte, wurde das ursprüngliche Belüftungskonzept, das zwölf Doppeldüsengitter auf jeder Maschinenraumseite vorsah, noch während der ersten Prototypen-Fertigung dahingehend geändert, dass die Kühlluft über nur zweimal drei Lüftergitter pro Seite angesaugt wird. Zuvor durchgeführte Versuche hatten ergeben, dass auch bei einer Verkleinerung der Gitterfläche und der damit verbundenen Steigerung der Luftgeschwindigkeit in den Gittern keine nennenswerten Mengen an Wasser oder Schnee in den Maschinenraum mitgerissen werden, während sich die Staubabscheidung durch die zweifache Umlenkung des Luftstroms in den Gittern dabei stark erhöht.
Die mittlere Haube hat auf jeder Seite vier Fenster, der Maschinenraum ist mit zwei Seitengängen begehbar.

### Elektrischer Teil

#### Energieversorgung
Für die geplante höhere Leistung wurde ein Dreischenkel-Haupttransformator mit 6325 Kilowatt Nennleistung neu entwickelt. Das angebaute Hochspannungsschaltwerk W29T wurde von der Firma Siemens entwickelt und fand bereits in den letzten Serien der Baureihen 110, 139/140 und 150 breite Verwendung. Es besitzt einen Flachbahnwähler mit 28 Stufen, die von einer elektronischen Nachlaufsteuerung angelaufen werden. Das eigentliche Schalten des Laststroms erfolgt verschleißlos und ohne Zugkrafteinbruch durch Thyristor-Lastschalter. Die durch in Reihe zu ihnen geschaltete flinke Sicherungen geschützten Thyristoren führen den Strom dabei nur wenige Halbwellen während des eigentlichen Schaltvorgangs und sind sonst durch Umschaltkontakte überbrückt. Führen die Thyristoren durch Störungen im Ablauf des Schaltvorgangs den Strom länger als zulässig, führt dies zum Auslösen der Thyristorsicherungen. Statt durch die Sicherungen fließt der Laststrom jetzt durch einen den Sicherungen parallel geschalteten Stromwandler, der über seine Sekundärwicklung ein Überwachungsrelais zum Anziehen bringt, das umgehend den Hauptschalter der Lokomotive ausschaltet und so die Thyristoren vor thermischer Zerstörung schützt. Der Lokführer, dem diese Störung durch das Aufleuchten der Leuchtmelder „Hauptschalter“ (auf dem Führertisch) und „Thyristorschutz“ (im Maschinenraum) angezeigt wird, darf einmal die Sicherungen ersetzen und das Schutzgerät zurückstellen, beim zweiten Auslösen gilt das Schaltwerk als defekt und es muss eine Hilfslok angefordert werden. Wie bei den anderen Einheitsbaureihen mit diesem Schaltwerk gibt es einzelne Lokomotiven, die von dieser Störung überproportional häufig betroffen sind, während die allermeisten völlig unauffällig bleiben. Umfangreiche Messfahrten zur Ursachenforschung und probeweiser Quertausch der Steuergeräte blieben ohne Erfolg.
Ab der Lokomotive 151 076 wurde die Stufenwicklung des Transformators geändert. Die Spannungsunterschiede zwischen den ersten zehn Stufen sind deutlich geringer, um dem Lokführer das Anfahren unter schwierigen Bedingungen zu erleichtern. Im Betrieb hatte sich herausgestellt, dass die ursprüngliche Trafostufung in dem für das Anfahren wichtigen Bereich zu grob war. Die auftretenden Zugkraftsprünge führten beim Weiterschalten auf die nächste Stufe leicht zum Schleudern und manchmal bei bis auf die Anfahrgrenzlast ausgelasteten Zügen und schlechten Reibungsverhältnissen (Nässe, Schmierfilmbildung) zum völligen Misslingen von Anfahrten, so dass Hilfslokgestellungen notwendig wurden.
Die Stromzuführung aus der Oberleitung erfolgt über zwei Scheren-Stromabnehmer des Typs DBS 54, einige Lokomotiven wurden in jüngerer Zeit im Zuge von Ausbesserungen jedoch mit Einholm-Stromabnehmern SBS 65 ausgerüstet. Ferner wurden einige Lokomotiven mit dem DSA-200-Stromabnehmer ausgerüstet, der über eine Schleifleistenüberwachung verfügt. Über die Dachtrennschalter (die mittlerweile außer Betrieb genommen worden sind) und den Druckluft-Hauptschalter wird der Strom zum Haupttransformator geleitet.

#### Fahrmotoren und elektrische Bremse
Die vierzehnpoligen Fahrmotoren des Typs WB372-22f sind prinzipiell mit denen der Einheitselektrolokomotive der Baureihen E 10 und E 40 baugleich, konnten jedoch durch Verwendung von Isoliermaterialien der Klasse F statt B mit 20 % höherer Leistung ausgelegt werden. Die Kraftübertragung auf die Räder erfolgt über einen SSW-Gummiringfeder-Antrieb.
Die Baureihe 151 hat eine neu entwickelte fremderregte elektrische Widerstandsbremse, die sich an die in den Lokomotiven 110 288 und 110 289 erprobte Ausführung anlehnt. Bis auf die siebenstufige Sollwertvorgabe über den Bremssteller arbeiten beide Drehgestelle unabhängig voneinander. Im Bremsbetrieb werden die Fahrmotoren über einen Thyristorgleichrichter pro Drehgestell aus der Erregerwicklung des Haupttransformators (33 Volt 132 Kilovoltampere) erregt. Jeder Fahrmotor arbeitet auf einen eigenen Bremswiderstand. Dies hat den Vorteil, dass sich eine gleitende Achse durch Absinken des Bremsstroms ihres Fahrmotors von selbst wieder fängt. Die zwei Widerstandsgeräte sind konstruktiv wie bei der Baureihe 103 ausgeführt. Jeweils drei mäanderförmige und von Kiemen durchzogene Widerstandsbänder sind in einem Bremswiderstandsturm mit Lüfter zusammengefasst. Die Bremsleistung beträgt kurzzeitig maximal 6600 Kilowatt und wird durch die Temperaturüberwachung der Bremswiderstände nach spätestens 20 Sekunden auf 3260 Kilowatt dauernd reduziert. Die Bremswiderstandslüfter werden von der am Bremswiderstand 2 oder 5 abfallenden Spannung gespeist.
Die Druckluftbremse Bauart KE-GPP2EmZ (Mehrlösige Knorr-Einkammerbremse mit Bremsstellungen G, P und P2) wird im Regelbetrieb erst kurz vor Fahrzeugstillstand (unter 5 km/h) wirksam, da bei Fahrdrahtspannung die elektrische Widerstandsbremse vorgesteuert ist. Löst der Lokführer bereits deutlich vor Stillstand des Zuges aus, wird die Druckluftbremse überhaupt nicht erst wirksam.
Ein Anfahrüberwachungsgerät überwacht anhand vorgegebener Kennlinien Motor- und Oberstrom, Motor- und Oberspannung sowie Stromdifferenzen der einzelnen Motoren, greift bei Bedarf in die Schaltwerkssteuerung ein oder steuert die Schleuderschutzbremse an. Damit werden zum einen Hauptschalterauslösungen durch das Oberstromrelais aber auch das Ansprechen der Motorüberstromrelais bei Überlast vermieden und zum anderen ein sehr einfacher Schleuderschutz (reine Differenzstromüberwachung) realisiert. Die Anfahrüberwachungsgeräte existieren je nach Baujahr in drei verschiedenen Varianten, die erst Mitte der 1980er-Jahre auf einheitliche Grenzwerte eingestellt wurden, nachdem sich die Lokführer wiederholt beklagt hatten, dass sich die Lokomotiven im Grenzbereich unvorhersehbar verhielten.
Für das Einhalten der thermisch bedingten Grenzwerte für die Kurzzeit- und Dauerzugkräfte bleibt der Lokführer selbst verantwortlich. Auch muss er überwachen, dass sich die Lok beim Anfahren innerhalb von fünf Sekunden nach dem Aufschalten in Bewegung setzt, weil sonst Einbrennungen an den Kommutatoren der Fahrmotoren entstehen können.
Bei Ausfall der aus den letzten Bauserien der Baureihen 140 und 150 übernommenen elektronischen Nachlaufsteuerung ohne mechanische Steuerwelle kann mit einem Hilfsfahrschalter, auch „Flipper“ genannt, mit den Stellungen Aus-Ab-Fahrt-Auf gefahren werden.

### Führerstand und Zugüberwachung

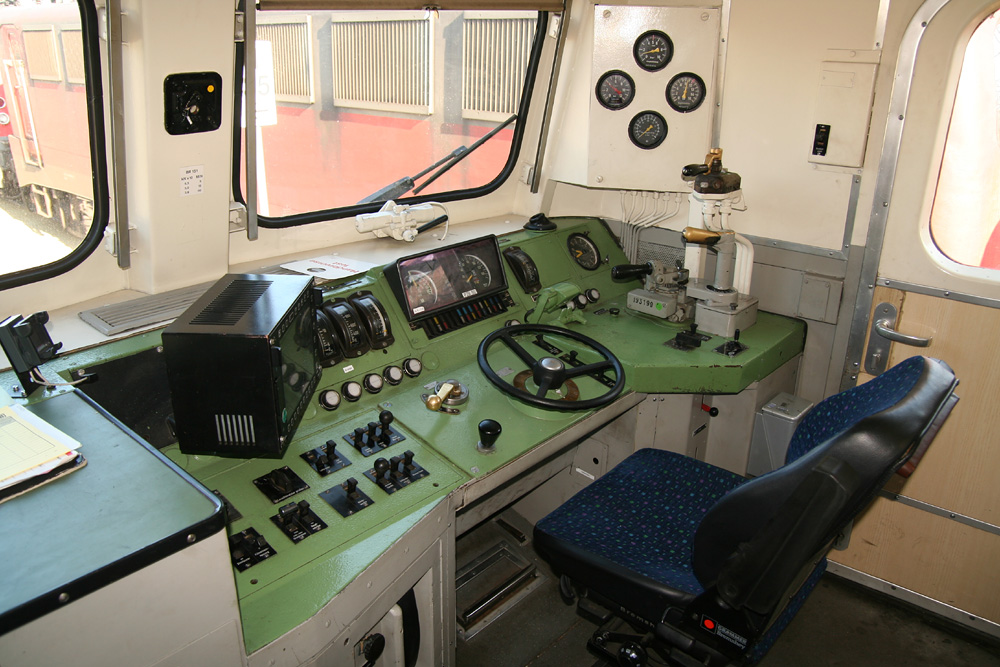
Führerstand der Baureihe 151

Im Vergleich zur DB-Baureihe E 50 wurden die Führerstände stärker schallisoliert und die Anordnung der Bedienelemente ergonomisch optimiert. Der neue DB-Einheitsführerstand wurde erst zwei Jahre später bei der Baureihe 111 eingeführt, kam hier also noch nicht zum Einsatz, die Ergonomie ist gegenüber dem Führerstand der Baureihe 150 jedoch bereits verbessert.
Zur Ausrüstung der Zugsteuerung gehören eine Zeit-Weg-Sicherheitsfahrschaltung sowie eine Punktförmige Zugbeeinflussung, gegenwärtig Bauart PZB 90. Zugfunk, ein Steuergerät für Doppeltraktion und Wendezugbetrieb sind vorhanden. Die meisten Nürnberger 151er erhielten zum Einsatz auf den Neubaustrecken die Linienförmige Zugbeeinflussung LZB/I80. Recht neu dabei sind die Rechner für den elektronischen Buchfahrplan EBuLa.